# Francisco Ribera Gómez

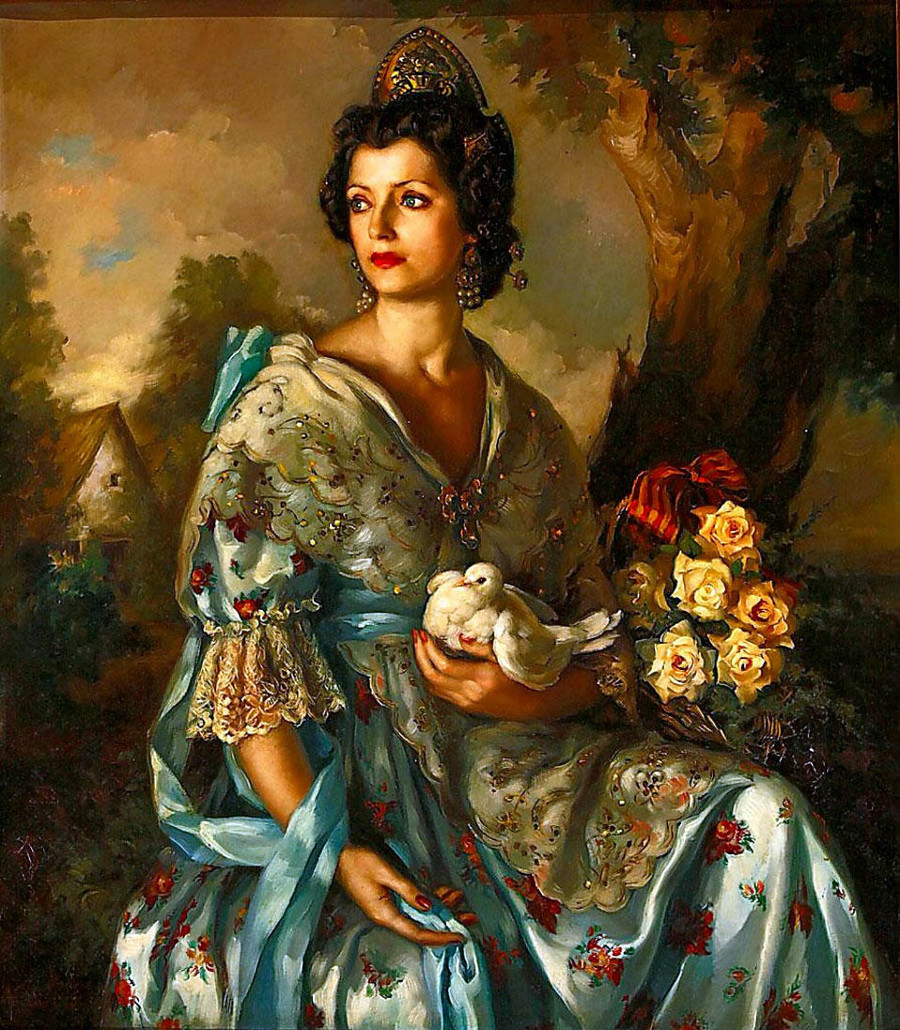
Oli d'una valenciana per Francesc Ribera Gómez

Francisco Ribera Gómez (Madrid, 1907 - Barcelona, 1996) fou un pintor espanyol professor de Belles Arts a l'escola de Sant Jordi de Barcelona. Va ser pintor a l'oli i mestre i té obres al Museu del Prado.
Va aprendre a pintar al taller del seu pare, José Ribera Blazquez, a Madrid, on va rebre influència de romàntics com Madrazo, Rosales o Esquivel, continuant a la Academia de San Fernando amb professors com José Moreno Carbonero, Julio Romero de Torres i Mateo Inurria Lainosa.
Va arribar a ser reconegut com un bon pintor de molt jove a l'Exposició Nacional de Belles Arts de Madrid de 1928 i 1930. A 1933 va ser escollit per a il·lustrar la  Fira Internacional de Barcelona i es va quedar a viure a Barcelona treballant com a director artístic de l'empresa Walter Thompson. Els seus temes més coneguts són els típics de l'Espanya de la mitat del segle XX amb dones amb flors i vestits. També va fer molts retrats i alguns nusos.
Amb els seus cartells va guanyar el concurs de cartells del ball de màscares del Círculo de Bellas Artes a Madrid a 1931.
Després de la Guerra Civil Espanyola van continuar els seus èxits a les Exposicions Nacionals de Belles Arts (1941, 1948 y 1950), i va començar la seva carrera docent, exercint des de 1945 la càtedra de "Dibuix al Natural en Repós" de Reial Acadèmia Catalana de Belles Arts de Sant Jordi a Barcelona, de la que va ser director, de 1964 a 1972, a continuació de Frederic Marès i Deulovol.
Els seus olis van ser molt presents a calendaris oficials d'empreses multinacionals de 1947 a 1977 pel que va rebre molt reconeixement fora d'Espanya.
A 1946, va ser anomenat soci d'honor de l'Asociación Española de Pintors i Escultors. Un any més tard per part del Cercle de Belles Arts de Madrid després d'haver obtingut el premi del Ministeri d'Educació Nacional al saló de la tardor. Acadèmic de San Fernando des de 1967, també ho va ser de la sevillana Academia de Bellas Artes de Santa Isabel des de 1971.
Fora d'Espanya la seva obra es va veure a varies exposicions individuals a Cuba (1956 i 1958) i a Brussel·les (1964), ciutat en la qual l'Exposició Internacional de 1965, "Les Arts en Europa" va obtenir la medalla d'or del "Syndicat d'initiatives de la Ville de Bruxelles". A l'àmbit internacional va rebre reconeixements como el Diploma i Medalla d'Oro d '"Arts, Sciences, Lettres" de París a 1968, i va ser cavaller de "La Orden de la República Italiana" a 1973.
Sempre molt unit a les ciutats de Madrid i Barcelona, va exposar de forma habitual al Salón Cano de Madrid i a les barceloneses Galeries Augusta, La Pinacoteca i Argos.
Va ser pintor, cap de taller de pintura i mestre professional. Encara que era integrat a organitzacions multinacionals importants, no era dins l'acord internacional de la sobrevaloració de les pintures a l'oli sinó que a 2018, la seva obra és encara pràcticament fora del mercat secundari, per la seva particular forma de vendre la seva obra al gran públic usant tecnologies modernes de reprografia de forma complementària i pintant diverses versions del mateix tema de forma que aconsegueix, quan vol, un preu accessible per la classe mitjana de l'Espanya de la postguerra, resulta que moltes de les seves obres són versions quasi iguals de determinats temes populars, la seva orientació comercial, sota un concepte madur de l'originalitat, orientada no solament a les grans organitzacions sinó a les classes més populars, es veu més similar a la d'alguns pintors posteriors al segle xx.